# سل سیگنالینگ تکنالوژی
سل سیگنالینگ تکنالوژی (انگلیسی: Cell Signaling Technology) شرکت داروسازی آمریکایی است، که در سال ۱۹۹۹ تأسیس شد.